# Anousheh Ansari
Anousheh Ansari (Mashhad, 12 de septiembre de 1966) es una ingeniera y turista espacial iraní-estadounidense conocida por ser la primera persona iraní en ir al espacio y la primera mujer turista espacial. Voló en las misiones Soyuz TMA-9 y Soyuz TMA-8, pasando un tiempo en el espacio de 10d, 21h y 04m.
Es cofundadora y presidenta de Prodea Systems Inc, una participante en vuelos espaciales del programa espacial ruso. Sus logros anteriores incluyen negocios como cofundadora y CEO de Telecom Technologies, Inc. (TTI). La familia Ansari es también el patrocinador del Premio Ansari X Prize.
Ansari, es el cuarto turista espacial auto financiado, y la primera mujer en viajar a la Estación Espacial Internacional. 

## Primeros años
Nacida en Mashhad, Irán, Anousheh y sus padres, se trasladaron poco después a Teherán. Anousheh fue testigo de la revolución iraní en 1979. Emigró a los Estados Unidos en 1984 cuando era una adolescente. Aparte de su persa nativo, habla con fluidez en inglés y francés, y adquirió un conocimiento de ruso para su experiencia en el vuelo espacial
.
Recibió un título de Bachelor of Science en la Universidad George Mason y su maestría en la Universidad George Washington.
Después de graduarse, Anousheh comenzó a trabajar en WorldCom, donde conoció a su futuro esposo, Hamid Ansari. Se casaron en 1991. Ansari está orgullosa de sus raíces persas.

## Vuelo espacial

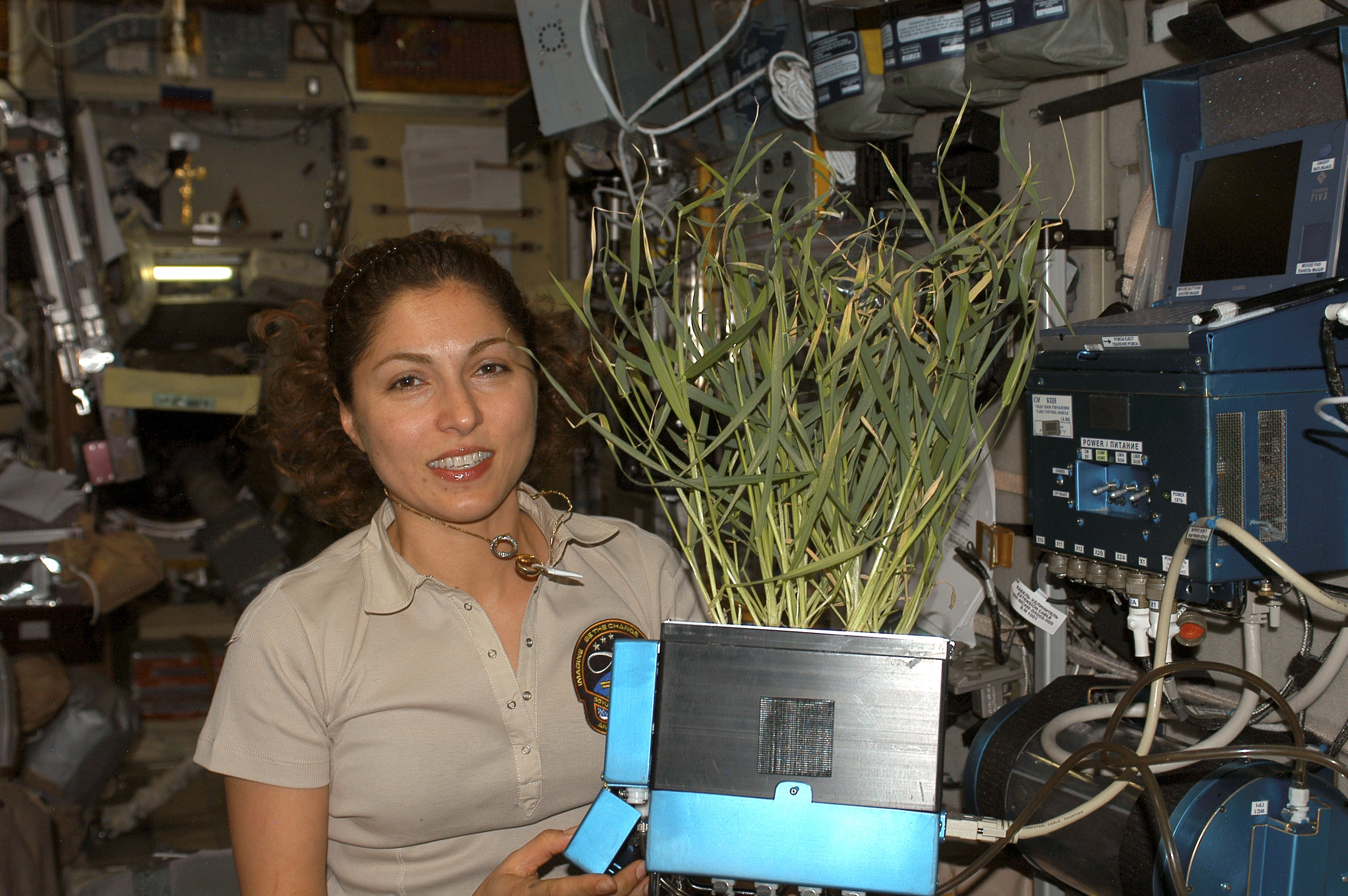
Ansari con una planta que creció en el Módulo de Servicio Zvezda de la Estación Espacial Internacional.

Ansari ha expresado que no se considera una "turista espacial", y prefiere el título de "participante espacial".
Ansari es miembro de la Fundación X PRIZE Vision Circle. Junto con su cuñado, Amir Ansari, hizo una contribución de varios millones de dólares para la fundación de la X PRIZE el 5 de mayo de 2004, en el 43.er aniversario del vuelo espacial suborbital Alan Shepard. El Premio X cambió su nombre oficialmente al Premio Ansari X, en honor de su donación.
La compañía de inversión de la familia Ansari, también llamada PRODEA, ha anunciado una asociación con Space Adventures, Ltd. y la Agencia Espacial Federal Rusa (FSA) para crear una flota de vehículos de vuelo espacial suborbital (el Space Adventures Explorer) para uso comercial mundial.
Ansari se formó como respaldo de Daisuke Enomoto para un vuelo de la Soyuz a la Estación Espacial Internacional, a través de Space Adventures, Ltd. El 21 de agosto de 2006, Enomoto estaba médicamente inhabilitado para volar la misión TMA-9 que se disponían a lanzar el mes siguiente. Al día siguiente, Ansari fue elevada a la tripulación principal.
Cuando se le preguntó qué esperaba conseguir en su vuelo espacial, Ansari dijo, "esperamos inspirar a todos, especialmente a los jóvenes, mujeres, niñas y jóvenes de todo el mundo, y en países de Oriente Medio que no proporcionan a las mujeres las mismas oportunidades que a los hombres, no renunciar a sus sueños y perseguirlos ... Puede parecer imposible para ellos a veces. Pero creo que pueden hacer realidad sus sueños si lo guardan en sus corazones, y buscan oportunidades de hacer que esas oportunidades sucedan." El día antes de su partida, fue entrevistada en la televisión nacional de Irán para el programa de astronomía Sky Night. Los anfitriones le desearon éxito y le dieron las gracias en nombre de los iraníes. Ansari, les dio las gracias también.
Ansari despegó en la nave Soyuz TMA-9 con el comandante de la misión Mikhail Tyurin (RSA) y el ingeniero de vuelo, Michael López-Alegría (NASA) a las 04:59 (UTC) el lunes 18 de septiembre de 2006 desde Baikonur, Kazajistán. Ansari se convirtió en el cuarto (y la primera mujer) turista espacial. Su contrato no permitía la divulgación de la cantidad pagada, pero los turistas espaciales anteriores habían pagado alrededor de $20 millones de dólares. La nave espacial se acopló con la Estación Espacial Internacional (ISS) el miércoles 20 de septiembre de 2006 a las 05:21 (UTC). Ansari aterrizó sin problemas a bordo de la Soyuz TMA-8 el 29 de septiembre de 2006 a las 01:13 UTC en las estepas de Kazajistán (90 kilómetros al norte de Arkalyk) con el astronauta Jeffrey Williams y el cosmonauta ruso Pavel Vinogradov. Recibió rosas rojas de un funcionario no identificado, y un beso sorpresa de su marido, Hamid. Los equipos de rescate trasladaron a Kustanai para la ceremonia de bienvenida con helicópteros.
Durante su estancia de ocho días a bordo de la Estación Espacial Internacional, Ansari se comprometió a realizar una serie de experimentos en nombre de la Agencia Espacial Europea. Llevó a cabo cuatro experimentos:
- Investigar los mecanismos detrás de la anemia.
- Cómo influyen los cambios en los músculos en la espalda baja.
- Consecuencias de la radiación espacial en los miembros de la tripulación de la ISS y de las diferentes especies de microbios que han hecho un hogar para ellos en la estación espacial.

También se convirtió en la primera persona en publicar un blog desde el espacio.[cita requerida]